# Аббакумов, Степан Тимофеевич
Степан Тимофеевич Аббакумов (23 ноября [5 декабря] 1870, Киев, Российская империя — 1919, Киев) — русский дирижёр, композитор и педагог.

## Биография
Родился в дворянской семье. Окончил в 1890 году Киевское музыкальное училище (класс фортепиано Г. К. Ходоровского-Мороза и Н. А. Листовничего, класс виолончели Ф. Мулерта), в 1898 году — Петербургскую консерваторию (класс композиции Н. Ф. Соловьёва). Учась в консерватории, дирижировал спектаклями украинского драматического кружка. В 1903 году обучался у А. Никиша в Лейпциге.
В 1904—1905 годы — дирижёр Павловского, а в 1907 году — Ялтинского симфонического оркестров.

С 1913 года — в Киеве: дирижировал симфоническими концертами Киевского отделения РМО, летними концертами в купеческом саду.

С 1916 года — дирижёр Киевского передвижного оперного театра, с 1918 года — симфонического оркестра «Союз оркестрантов» (с 1919 года — имени Н. В. Лысенко).
Автор симфонических, скрипичных произведений, хоров, романсов, а также музыкально-теоретических трудов.